# Charon (mitologia)

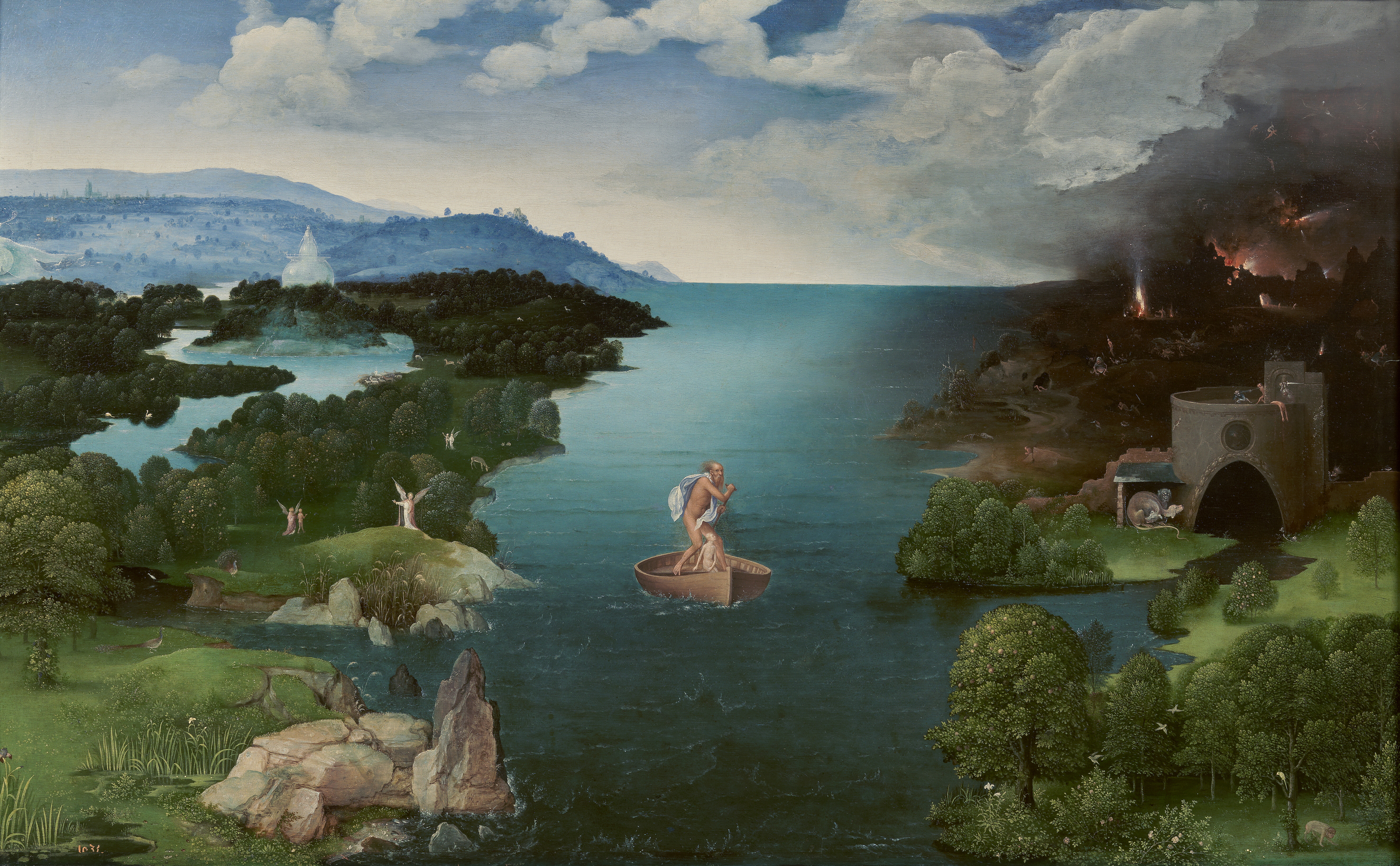
Charon przepływający przez Styks

Charon (gr. Χάρων Chárōn, łac. Charon, etr. Charun) – w mitologii greckiej bóg umierających i konających, przewoźnik dusz zmarłych przez rzekę Acheron (lub Styks); w mitologii etruskiej „demon śmierci”.
W mitologii greckiej: duch świata podziemnego, syn Erebu i Nyks. Był przewoźnikiem dusz zmarłych przez mityczną rzekę Styks (w innych wersjach mitu Styks nazywa się Acheron i czasem jest jeziorem lub bagnem, co wynika z tego, że poszczególne państwa-miasta starożytnej Grecji różniły się nieco kulturą). Był to posępny starzec, bezwzględny i bezlitosny. Nikt żywy nie miał wstępu do jego łodzi; kilkukrotnie zdarzyło się odstępstwo od tej zasady, lecz pasażer zawsze ponosił za to karę - np. Herakles za przewiezienie musiał spędzić rok zakuty w łańcuchy. Podczas podróży dusze zmarłych musiały wiosłować, a Charon sterował łodzią, zaś za swe usługi pobierał opłatę – monetę o wartości jednego lub dwóch oboli, dlatego zgodnie ze zwyczajem obowiązkiem rodziny było umieszczanie monety w ustach zmarłego.
W sztuce przedstawia się Charona jako brodatego, siwego, szpetnego starca ubranego w strój niewolnika z jednym rękawem i okrągłym kapeluszem podróżnym. Często stoi w łodzi z wiosłem.

## Mitologia etruska
W mitologii etruskiej Charon to demon śmierci, który zabijał konającego człowieka i ciągnął go do Podziemia. Przedstawiany był z potężnym młotem w dłoni, z wężami zamiast włosów, często ze skrzydłami.

## Boska komedia
W Boskiej komedii Dantego Alighieri, Charon przewozi potępieńców do piekła.